# فرنسيس جوزيف رودلف
فرنسيس جوزيف رودلف هو قاضي وسياسي كندي، ولد في 10 مايو 1761، وتوفي في 16 أبريل 1823. انتخب عضو مجلس نواب نوفا سكوتيا.